# Robert De Grasse
Robert De Grasse (Maplewood, 9 febbraio 1900 – Newport Beach, 28 gennaio 1971) è stato un direttore della fotografia statunitense.
Nel 1939, fu candidato all'Oscar alla migliore fotografia per Una donna vivace, un film diretto da George Stevens con Ginger Rogers.

## Biografia
Nato nel New Jersey, a Maplewood, apparteneva a una famiglia che lavorava nell'industria cinematografica. I suoi zii, Joseph e Sam De Grasse, erano rispettivamente il primo un regista, il secondo un noto attore del cinema muto. Robert iniziò la sua carriera come assistente operatore e, già a 21 anni, era direttore della fotografia a tempo pieno.
Morì in California, a Newport Beach, il 28 gennaio 1971, pochi giorni prima del suo settantunesimo compleanno.

## Filmografia
- Piste disperate (Desperate Trails), regia di Jack Ford (John Ford) (1921)
- The Kickback, regia di Val Paul (1922)
- Il canyon dei pazzi (Canyon of the Fools), regia di Val Paul (1923)
- Crashin' Thru, regia di Val Paul (1923)
- Il segno dei quattro (The Sign of Four), regia di Graham Cutts (1932)
- Nine Till Six, regia di Basil Dean (1932)
- Quando si ama (Break of Hearts), regia di Philip Moeller (1935)
- Edgar Hamlet, regia di Arthur Ripley (1935)
- Primo amore (Alice Adams), regia di George Stevens (1935)
- Dolce inganno (Quality Street), regia di George Stevens (1937)
- Locks and Bonds, regia di Leslie Goodwins (1937)
- The Outcasts of Poker Flat, regia di Christy Cabanne (1937)
- Palcoscenico (Stage Door), regia di Gregory La Cava (1937)
- Una donna vivace (Vivacious Lady), regia di George Stevens (1938)
- Vacanze d'amore (Having Wonderful Time), regia di Alfred Santell (1938)
- Girandola (Carefree), regia di Mark Sandrich (1938)
- La vita di Vernon e Irene Castle (The Story of Vernon and Irene Castle), regia di Henry C. Potter (1939)
- Situazione imbarazzante (Bachelor Mother), regia di Garson Kanin (1939)
- La ragazza della 5ª strada (5th Ave Girl), regia di Gregory La Cava (1939)
- Angeli della notte (Vigil in the Night), regia di George Stevens (1940)
- Il ponte dell'amore (Lucky Partners), regia di Lewis Milestone (1940)
- Kitty Foyle, ragazza innamorata (History Of A Woman), regia di Sam Wood (1940)
- Footlight Fever, regia di Irving Reis (1941)
- Papà prende moglie (Father Takes a Wife), regia di Jack Hively (1941)
- Unexpected Uncle, regia di Peter Godfrey (1941)
- A Date with the Falcon, regia di Irving Reis (1942)
- My Favorite Spy, regia di Tay Garnett (1942)
- The Mayor of 44th Street, regia di Alfred E. Green (1942)
- Il denaro non è tutto (Higher and Higher), regia di Tim Whelan (1943)
- Romanzo del West (Tall in the Saddle), regia di Edwin L. Marin (1944)
- Hotel Mocambo (Step Lively), regia di Tim Whelan (1944)
- La banda dei falsificatori (Crack-Up), regia di Irving Reis (1946)
- Bersaglio umano (The Clay Pigeon), regia di Richard Fleischer (1949)
- Odio (Home of the Brave), regia di Mark Robson (1949)
- Seguimi in silenzio (Follow Me Quietly), regia di Richard Fleischer (1949)
- Il bisbetico domato (Marry Me Again), regia di Frank Tashlin (1953)